# Florian Lipowitz
Florian Lipowitz, född 21 september 2000 i Laichingen, är en tysk professionell landsvägscyklist.

## Karriär
Florian Lipowitz har cyklat professionellt sedan 2020. Bland hans meriter kan nämnas totalseger i Sibiu Cycling Tour år 2024. År 2025 tog han en andraplats i etapploppet Paris–Nice och en tredjeplats i Critérium du Dauphiné.